# Mera 9425
Mera 9425 – kasetowa pamięć dyskowa przeznaczona do przechowywania danych i programów, stosowana w systemach takich jak Mera 300 oraz Mera 400. Pamięć ta współpracowała z systemem komputerowym, za pośrednictwem jednostki sterującej JS-PD 1, za pomocą której można było podłączyć maksymalnie do czterech jednostek pamięci dyskowej.
W pamięci dyskowej Mera 9425 pakiet pamięci zawiera dwa dyski, każdy po dwie powierzchnie dyskowe, razem na 4 powierzchnie dyskowe. Każda z tych powierzchni ma przypisany numer od 0 do 3. Powierzchnie 2 i 3 to tzw. dysk stały. Natomiast powierzchnie 0 i 1 przypisane są do dysku w kasecie wymiennej. Każda powierzchnia dyskowa podzielona jest z kolei na 204 ścieżki. Są one ponumerowane od 0 do 203. Pojemność ścieżki wynosi 6194 bajty. Każda ścieżka składa się z 32 sektorów. Pojedynczy sektor to 192 bajty, na które składa się 24 rejestry P, każdy po 8 bajtów.  Jednostkę transferu danych stanowi rejestr P lub jego wielokrotność. Cała jednostka dyskowa ma pojemność około 5 milionów bajtów. Część ścieżek zarezerwowana jest jednak dla programu sterującego i zerowych sektorów, a tym samym nie jest dostępna dla użytkowników systemu. Najmniejszą adresowalną jednostką pamięci dyskowej jest sektor. 
Pamięć Mera 9425 posiadała następującą charakterystykę dotyczącą odczytu i zapisu danych:
- czas dostępu:
  - minimalny (do sąsiedniej ścieżki): 10 ms
  - średni: 35 ms
  - maksymalny: 70 ms
- gęstość zapisu:
  - ścieżka zewnętrzna: 60 bitów/mm
  - ścieżka wewnętrzna: 88 bitów/mm

Jednostka ta była konstrukcyjnie zgodna z produktem RK05 firmy Digital Equipment Corporation. W szczególności pozwalała ona na odczytywanie danych z importowanych dysków wymiennych, pod warunkiem zgodności długości sektora. Długość ta była określana odległością pomiędzy karbami na stalowej piaście mocującej właściwy dysk. Podwójny karb oznaczał pierwszy sektor wszystkich cylindrów. Produkowane były co najmniej dwie wersje dysków z sektorami o pojemności 128 i 512 bajtów.
Jako pojemność pakietu pamięci niektóre źródła podają 7,5 MB.